# Bert Bolin
Bert Rickard Johannes Bolin (Nyköping, 15 de marzo de 1925 - Danderyd, 30 de diciembre de 2007) fue un meteorólogo sueco, primer presidente del Grupo Intergubernamental de Expertos sobre el Cambio Climático (IPCC - Intergovernmental Panel on Climate Change), entre 1988 y 1997, y profesor de meteorología en la Universidad de Estocolmo desde 1961 hasta su retiro en 1990.

## Biografía
Bolin nació en Nyköping, Suecia. Se graduó en la Universidad de Upsala en 1946. Obtuvo un máster en 1949 y un doctorado en 1956, ambos en meteorología, por la Universidad de Estocolmo. En 1950, durante su doctorado, pasó un año en el Institute for Advanced Study de Princeton, Nueva Jersey, donde trabajó con Jule Charney, John von Neumann y otros en el primer sistema de pronóstico computarizado del clima, usando ENIAC, la primera computadora electrónica.
Fue profesor de Meteorología en la Universidad de Estocolmo desde 1961 a 1990. Desde sus primeros años como profesor se involucró en la cooperación internacional para la investigación del clima. Participó en el desarrollo de nuevas herramientas satelitales para la investigación del clima, que en 1964 llevaron a la formación, dentro del Consejo Internacional para la Ciencia ICSU, del Comité para las ciencias atmosféricas (CAS - Committee on Atmospheric Sciences) y que tuvo a Bolin como primer presidente. El CAS inició el Programa de Investigación Atmosférica Global (GARP - Global Atmospheric Research Programme) en 1967, que también presidió Bolin. En 1980 GARP se transformó en el Programa Mundial de Investigaciones Climáticas (World Climate Research Programme).
Participó en el Grupo de Consulta sobre Gases de Efecto Invernadero (Advisory Group on Greenhouse Gases) desde su fundación en 1985. En 1987, el informe Brundtland, un informe de 500 páginas en cuya redacción Bolin participó, contribuyó a la formación en 1988 del Grupo Intergubernamental de Expertos sobre el Cambio Climático (IPCC). Durante su presidencia, entre 1988 y 1997, el IPCC produjo el Primer Informe de Evaluación (1990) y el Segundo Informe de Evaluación (1995), que contribuyeron a que en 2007 el IPCC compartiera el Premio Nobel de la Paz con el exvicepresidente estadounidense Al Gore. Bolin fue invitado a recibir el premio en nombre del IPCC, pero estaba demasiado enfermo para asistir. A Bolin se le reconoce el mérito de lograr el consenso entre más de 3500 científicos que forman parte del IPCC. El primer informe llevó a la firma de la Convención Marco de las Naciones Unidas sobre el Cambio Climático y el segundo al Protocolo de Kioto.
Fue director científico de la Organización Europea para la Investigación Espacial, organización antecesora de la Agencia Espacial Europea. y miembro de la Real Academia de las Ciencias de Suecia, la Academia Noruega de Ciencias y Letras y la Academia de Ciencias de Rusia.
Recibió varios premios y reconocimientos por sus investigaciones climatológicas, entre ellos el Premio de la Organización Meteorológica Mundial (1981), la Medalla Carl-Gustaf Rossby de Investigación (1984), el Tyler Prize for Environmental Achievement (1988), el premio Körber de la Ciencia Europea (1990), la medalla Milutin Milankovic (1993), y el Premio Planeta Azul (1995), considerado el Nobel de las ciencias ambientales. También recibió en forma conjunta el Premio al Liderazgo Ambiental Mundial 1999, otorgado por el Fondo Mundial para el Medio Ambiente. En noviembre de 2007, poco antes de su muerte, publicó A History of the Science and Politics of Climate Change: The Role of the Intergovernmental Panel on Climate Change, donde presentó la historia del IPCC y de las políticas y ciencias aplicadas en materia de cambio climático.
Estuvo casado con Ulla Frykstrand, de quien se divorció en 1979. Tuvieron tres hijos: Dan, Karina y Göran. Residía en Österskär, al norte de Estocolmo. Permaneció activo hasta poco antes de fallecer, a los 82 años.